# من هو عبدي محمود عبدي
من هو عبدي محمود عبدي 
الاسم: عبدي محمود عبدي محمود
مكان الميلاد: زاخو – إقليم كردستان العراق
المؤهل العلمي: بكالوريوس شريعة – قسم الدراسات، جامعة دهوك
💼 الخبرات العملية:
مجال التكنولوجيا والكمبيوتر: خبرة في الأنظمة والبرامج والحلول التقنية.
المكاتب التجارية: إدارة وتنظيم الأعمال التجارية والخدمات المكتبية.
الإعلام المحلي: مساهمة في الإعلام والمحتوى المحلي.
الدعاية والإعلان: خبرة في التسويق والإعلانات وإدارة الحملات.
شركات النقل: خبرة في الخدمات اللوجستية وإدارة النقل.
⭐ نقاط القوة:
تنوّع الخبرات في مجالات متعددة.
القدرة على التكيّف مع بيئات عمل مختلفة.
بناء الذات والاعتماد على النفس في تطوير المسيرة المهنية.